# یلوه حرا
یلوه حرا یا یلوه مانگرو (نام علمی: Rallus longirostris) گونه‌ای از پرندگان در زیرتیرهٔ Rallinae از تیرهٔ یلوگان (Rallidae) است که در آمریکای مرکزی و جنوبی یافت می‌شود.
یلوه حرا ساکن است.